# Pyrinia sublustraria
Pyrinia sublustraria là một loài bướm đêm trong họ Geometridae.